# Пица фарма
Пица фарма је образовна туристичка атракција, који се састоји од мале фарме на кружном комаду земље, подијељена у делове који по облику подсећају на комаде пице. Сегменти фарме производе састојке који се могу користити за пицу, као што су пшеница за коре, парадајз или зачини, свињетина за пеперони кобасице, краве музаре за сир, па чак и дрвеће које се користи у пећи за пицу. Неке фарме имају приступ налазишту угља или природног гаса, који се могу користити као додатна горива за грејање пећи за пицу. Многе од нових пица фарми експериментишу са алтернативним изворима енергије, као што су инсталација вјетроелектрана у пољима. Према чланку из USA Today из 2005. године, постоји неколико таквих домаћинстава у САД.